# بو شیلای
بو شیلای (به چینی:薄熙来) (به انگلیسی:Bo Xilai) زاد روز ۳ ژوئیه ۱۹۴۹ در دینگرنگ در استان شانشی چین.
سیاستمدار و یکی از مقامات مهم کادر رهبری تا مارس ۲۰۱۲ که از کلیه مقامات حزبی خود برکنار شد.
وزیر بازرگانی بین سالهای ۲۰۰۷-۲۰۰۴ و از سال ۲۰۰۷ رئیس حزب کمونیست شهر و استان چونگ کینگ جایی که به خاطر مبارزه‌اش با مافیای محلی به شهرت رسید و بیش از ۲۰۰۰ نفر از مقامات محلی از جمله رئیس پلیس و ۶۷ پدر خوانده محلی را به زندان افکند.
فعالیت سیاسی اش از مارس ۲۰۱۲ به دنیال انتشار اخباری مبنی بر دست داشتن در امور جنایی ، مالی و شنود از مقامات بالای حزبی رو به افول گذاشت.

## جوانی
وی فرزند بو یبوی یکی از ۸ رهبر جاوید حزب کمونیست چین بود. در جریان انقلاب فرهنگی چین مادرش خودکشی کرد و خود او به یکی از افراطی‌ترین و خشن‌ترین گروههای وابسته به ارتش سرخ پیوست.
در سال ۱۹۷۷ به دانشگاه پکن رفت و در رشته تاریخ درس خواند و مدرک کارشناسی ارشدش را در سال ۱۹۸۲ را در رشته روزنامه‌نگاری دریافت کرد.

## رشد در حزب کمونیست
از سال ۱۹۸۰ به حزب کمونیست پیوست و در سال ۱۹۹۲ شهردار شهر دالیان شد.از سال ۲۰۰۲ عضو کمیته مرکزی و از سال ۲۰۰۴ به مقام وزارت بازرگانی چین رسید.

## سقوط سیاسی
با اینکه انتظار می رفت آقای بو به مقامات بالای حزبی برسد چندین رسوایی از جمله تقاضای پناهندگی معاونش از کنسولگری آمریکا سقوط سیاسی اش را باعث شد.
در آوریل ۲۰۱۱ رسوایی شنود از مقامات بالای حزبی از جمله هو جینتائو رئیس جمهور وقت چین برملا شد و این خبر باعث شد از کلیه سمتهای حزبی کنار گذاشته شود.
و در تازه‌ترین رسوایی همسر بو شیلای، گو کایلای متهم به قتل بازرگان بریتانیایی نیل هیوود شده‌است. جنازه هیوود در ۱۵ نوامبر ۲۰۱۱ در هتلی در چونگ کینگ پیدا شد ابتدا مقامات محلی دلیل مرگ را زیاده روی در مصرف الکل اعلام کردند اما پس از آن دولت اعلام کرد که همسر بو شیلای در این ماجرا نقش داشته.گفته می‌شود که خانم گو با آقای هیوود بر سر امور مالی اختلاف نظر داشته‌اند و خانم گو از بیم به خطر افتادن پسرش آقای هیوود را مسموم کرده‌است.
اما برخی از چینی‌ها نسبت به زمان اعلام این اتهامات انتقاد دارند و می گویند هدف مقامات این بوده که توجهات را از سیل مرگبار اخیر پکن منحرف کنند.